# Shield Protective Solutions
Shield Protective Solutions Co. Ltd. ist eine private Sicherheitsfirma mit Sitz in Khartum, Sudan. Die Firma hat nach eigenen und basierend auf Medienrecherchen mehr als 1000 Angestellte. Bis Mitte 2021 hieß die Firma More Secure Co. Ltd.

## Aktivitäten
Die Firma gehört zu 49,9 Prozent Musa Hamdan Daglo, ein Bruder von Abdelrahim Hamdan Daglo und Mohammed Hamdan Daglo, welche beide auf der Specially Designated Nationals and Blocked Persons list stehen, weil sie die RSF anführen. Des Weiteren gehört der Rest der Firma Mustafa Ibrahim Abdel Nabi. Es wird seit 2019 behauptet, dass die damalige More Secure Verbindungen zur RSF hat. Geschäftsführer war der Brite Ted Heathfield, welcher vermutlich Anfang 2022 aus dem Unternehmen austrat.
Außerdem existiert eine Verbindung zu den britischen Shield Security Services. Der CEO der Shield Security Services, Adil Abdel-Hadi, ist im Aufsichtsrat der sudanesischen Shield Protective Solutions vertreten. Außerdem bot die britische Firma an, im Zahlungsverkehr mit der sudanesischen Firma zu helfen. Weiters sind seit der Umbenennung der sudanesischen Firma die Logos fast gleich, und die Uniform wurde den gleichen blauen Farben der britischen Firma angepasst.
Die Zeit Online berichtete am 1. Oktober 2023 ausführlich über umfangreiche Recherchen über das Netzwerk der im Goldexport tätigen Al Junaid Multi Activities und Shield Protective Solutions, durch welches die RSF ihre destabilisierenden Aktivitäten finanziert. Kunden der Firma waren unter anderem die Deutsche Botschaft Khartum, die Gesellschaft für internationale Zusammenarbeit sowie die Botschaften der Schweiz, Schwedens und Norwegens in Khartum. Weitere Kunden von Shield Protective Solutions waren Save the Children, das NDI und das IFES.